# Marmon Motor Company
La Marmon Motor Company fue un fabricante estadounidense de camiones exclusivos. Con sede en Texas, la compañía estuvo operativa desde 1963 hasta 1997.

## Historia

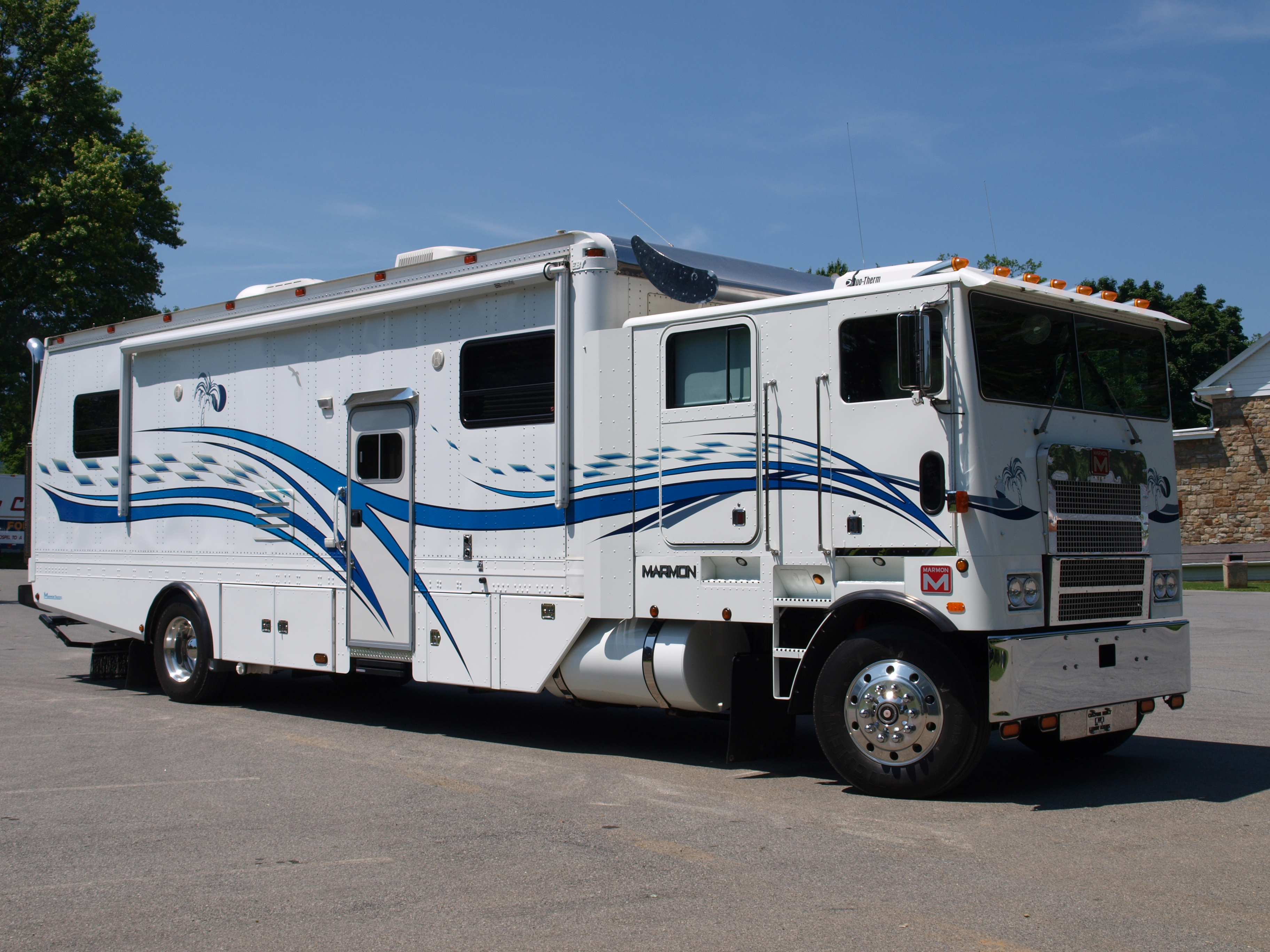
Caravana sobre un camión Marmon

En 1963, después de que  Marmon-Herrington, el sucesor del Marmon, cesó la producción de camiones, una nueva compañía, la Marmon Motor Company de Denton, Texas, compró y revivió la marca Marmon para construir y vender los diseños de camiones exclusivos que Marmon-Herrington había estado planeando.

El camión Marmon, hecho a mano, era un producto de baja producción, a veces apodado "el Rolls-Royce de los camiones". Una industria estadounidense de producción de camiones superpoblada y la falta de una red de ventas a nivel nacional llevaron al cese de su comercialización. El último Marmon se fabricó en 1997, y la división Paystar de Navistar International se hizo cargo de las instalaciones de producción de Garland (Texas).

## Modelos
La tabla siguiente muestra los modelos de camiones producidos por Marmon a lo largo de las casi cuatro décadas de actividad de la empresa:
| Nombre Familia Modelos | Años de Producción | Configuración de Cabina |
| ---------------------- | ------------------ | ----------------------- |
| Marmon 57P             | Indefinido-1997    | Convencional            |
| Marmon 57L             | Indefinido-1997    | Covencional             |
| Marmon 57P Aero        | Indefinido-1997    | Covencional             |
| Marmon 110P            | Indefinido-1997    | Superior/COE            |
| Marmon 86P             | Indefinido-1997    | Superior/COE            |